# Янгіобод
Янгіобо́д (тадж. Янгиобод) — село у складі Хатлонської області Таджикистану. Входить до складу Пахтаободського джамоату Шахрітуського району.
Населення — 484 особи (2017).